# Phare de l'île Flamenco
Le phare de l'île Flamenco (en espagnol : Faro de Isla Flamenco) est un phare actif situé sur l'île Flamenco, l'une des îles Causeway, dans la province de Panama. Il est géré par la Panama Canal Authority 

## Histoire
L'Île Flamenco est la plus au sud des îles Causeway et est relié au continent par la chaussée Amador. Elle est située à l'entrée du canal de Panama, dans le golfe de Panama.
Le phare est situé à l'entrée de la coupe Gaillard, une vallée artificielle formant le début du canal de Panama.

## Description
La lanterne est posée directement sur la pente de la falaise. Elle est peinte en blanc . Il émet, à une hauteur focale de 47 m, deux éclats blancs et rouges de 0.5 seconde par période de 5 secondes. Sa portée est de 19 milles nautiques (environ 35 km).
Identifiant : ARLHS : PAN024 - Amirauté :
G3198 - NGA : 111-0096 .

## Caractéristique dufeu maritime
Fréquence : 5 secondes (WR-WR)
- Lumière : 0.5 seconde
- Obscurité : 1 seconde
- Lumière : 0.5 seconde
- Obscurité : 3 secondes

### Lien connexe
- Liste des phares du Panama